# منزل وحديقة اتحادية
منزل وحديقة اتحادية (بالفارسية: خانه و باغ اتحادیه) هو منزل وحديقة تاريخي يعود إلى عصر القاجاريون، ويقع في طهران.